# Гацко
Гацко је градско насеље и сједиште истоимене општине у Републици Српској, БиХ. Налази се у источном дијелу Херцеговине. Према прелиминарним подацима пописа становништва 2013. године, у насељеном мјесту Гацко укупно је пописано 5.363 лица.

## Географија
Гацко је као територијална јединица Републике Српске смјештено од 43°01’ до 43°23’ сјеверне географске ширине и од 18°20’ до 18°42’ источне географске дужине од Гринича. По надморској висини је најуздигнутији горски дио Херцеговине, с просјечном надморском висином изнад 1.000 m. С Требињем, Билећом и Невесињем чини источну област Херцеговине познату под именом Источна Херцеговина.
На истоку Херцеговине Гацко је гранична општина према Црној Гори и с дијелом Пиве и Оногошта (Никшића) једно вријеме је чинило административно-територијалну јединицу окружног значаја са сједиштем у Гацку. Нестанком „Старе Херцеговине“ гатачка жупа је изгубила већи дио територије и свој простор сузила на међупланинску област данашње општине са 736 km² површине.

## Историја
Гацко је у средњем вијеку било важан центар на дубровачком трговачком путу, који је водио до Фоче. Гатачка жупа припадала је области Подгорје, а Гацко се први пут спомиње 1276. као мјесто сукоба између краља Уроша и његовог сина Драгутина.
Док су западни дијелови Захумља ушли у првој половини 14. века у састав Босанске државе, Гацко је остало у оквиру Душанове државе. Од краја 14. века припада босанској држави и налази се у посједу рода најпре Павловића, а касније Косача / Хранића.
Од средине 19. века средиште је кадилука, од 1875. центар новог округа са мутесарифом хришћанином, а за аустријске владавине сједиште среза.
Највећи број научника и хроничара историјског времена, изводили су име Гацко из ријечи гат, док је Владимир Ћоровић мишљења да је добило име по Готима, који су кратко вријеме владали овим крајевима.
Треће гледиште полази од становишта да је име изведено из ријечи газ.

### Други свјетски рат
Четворица усташа који су дошли из Загреба у Гацко, сазвали су почетком јуна 1941. године збор муслимана и позвали их одмах да се обрачунају са Србима и да све Србе поубијају. На примедбу једног муслимана да је то немогуће учинити усташе су одговориле да је могуће и да се мора.

## Саобраћај
Исто као што се некада налазило на раскршћу четири путна праваца који су водили на четири стране свијета, Гацко је у том положају остало и након реконструкције и модернизације спорих путних праваца, и у основи задржало свој ранији положај.
Гацко је дакле, на раскршћу путева који га пресијецају на четири, скоро идентична, дијела: Према Никшићу (југоисточни правац), Билећи и Требињу (јужни правац), Невесињу и Мостару (западни правац) и Фочи и Сарајеву (сјеверни правац). Од поменутих праваца није још увијек у потпуности асфалтиран пут према Никшићу. Пут је потпуно изграђен до границе са Црном Гором (око 20 km), а одатле је у претходних пар година асфалтиран већи дио пута, па се сада много брже може стићи до Никшића.

## Спорт
Фудбалски клуб Младост основан је 1970. године. У бившој Југославији клуб се такмичио у регионалној лиги (4. ранг), а највећи успјех је био пласман у Републичку лигу СР БиХ. У послијератном периоду клуб је изборио пласман у 1. лигу Републике Српске, а највећи успјеси су пласман у четвртфинале купа БиХ у сезони 2000/01. и пласман у Премијер лигу БиХ 2001/02. Младост је те сезоне испала из Премијер лиге и од тада се опет такмичила у 1. лиги Републике Српске, до сезоне 2014/15, када је испала у нижи ранг. У овом клубу је поникао Немања Супић.
Кошаркашки клуб Младост Гацко основан је 1996. године. Највећи успјех клуба је освајање купа Републике Српске. Клуб је угашен 2005. године. Тренутно у Гацку постоји ОКК Гацко који се такмичи у 2. лиги Републике Српске група “исток”.
У Гацку постоји и одбојкашки клуб Гацко који се такмичи и у мушкој и у женској конкуренцији. У овом клубу су поникли Сања и Саша Старовић. У Гацку успјешно ради и Планинарско друштво „Волујак“.

## Становништво
| Националност       | 2013.          | 1991.          | 1981.          | 1971.        |
| Срби               | 5.302 (98,86%) | 2.144 (46,77%) | 1.100 (42,28%) | 776 (48,38%) |
| Муслимани          | 13 (0,24%)     | 2.253 (49,15%) | 1.235 (47,46%) | 776 (48,38%) |
| Хрвати             | 13 (0,24%)     | 28 (0,61%)     | 17 (0,65%)     | 10 (0,62%)   |
| Југословени        | —              | 78 (1,70%)     | 207 (7,95%)    | 15 (0,93%)   |
| остали и непознато | 35 (0,65%)     | 81 (1,76%)     | 43 (1,65%)     | 27 (1,68%)   |
| Укупно             | 5.363          | 4.584          | 2.602          | 1.604        |

|             | \| Демографија[6] \| Демографија[6] \| Демографија[6] \| \| Година \| Становника \| Становника \| \| -------------- \| -------------- \| -------------- \| \| 1879. \| 9.295 \| \| \| 1885. \| 10.582 \| \| \| 1895. \| 12.675 \| \| \| 1910. \| 15.107 \| \| \| 1921. \| 13.667 \| \| \| 1931. \| 15.235 \| \| \| 1948. \| 1.170 \| \| \| 1953. \| 1.227 \| \| \| 1961. \| 1.368 \| \| \| 1971. \| 1.604 \| \| \| 1981. \| 2.602 \| \| \| 1991. \| 4.584 \| \| \| 2013. \| 5.363 \| \| |            |
| Демографија | |            |
| Година      | Становника | Становника |
| 1879.       | 9.295 |            |
| 1885.       | 10.582 |            |
| 1895.       | 12.675 |            |
| 1910.       | 15.107 |            |
| 1921.       | 13.667 |            |
| 1931.       | 15.235 |            |
| 1948.       | 1.170 |            |
| 1953.       | 1.227 |            |
| 1961.       | 1.368 |            |
| 1971.       | 1.604 |            |
| 1981.       | 2.602 |            |
| 1991.       | 4.584 |            |
| 2013.       | 5.363 |            |